# 石井玄菴
石井 玄菴（いしい げんあん、文政11年（1828年） - 明治29年（1892年））は、肥前国佐賀藩武雄領の医師。「武雄の近代医療の父」といわれる。諱は宗直（むねなお）。

## 来歴
肥前国小城郡三里村西川に生まれる。父は三岳寺に仕える僧侶石井浄謙。当石井家は、小城郡晴気郷の出身の高僧で、足利学校の庠主をつとめて、江戸幕府の初代将軍徳川家康の信任が厚かった高僧三要元佶の家臣谷口杢太夫の次男浄玄を祖とする。元佶は、佐賀藩祖鍋島直茂に招かれて三岳寺を開基したが、浄玄は直茂より鍋島家の一族石井家の名字を賜り石井浄玄と改名。以来、三岳寺の寺家として続いた。
玄菴は、天保11年（1840年）、医師を志して、中村凉庵に師事し、続いて伊東玄朴に学んで西洋医学を修得した。26歳の時に帰郷し、小城郡右原村に医院を開業した。その後、佐賀藩家老で、武雄領の領主鍋島茂義に招聘され、武雄鍋島家の家臣に列せられ、領主茂義の侍医となる。医業をもって仕える傍ら、長崎に赴いて、オランダ人の医師ボールドウィンにも学んだ。
慶応4年（1868年）の戊辰戦争では、領主鍋島茂昌に軍医として従い、将兵の陣中での診療、負傷兵の救護に活躍した。明治維新後は、佐賀藩医学館に勤務し、佐賀戦争では官軍の軍医をつとた。戦後、武雄初の近代医療を行う病院柄崎病院を創立した。
玄菴は、診療費を病院維持だけに充てて可能な限り診療費を安価に抑え、貧しい者でも医療を受けられるようにした。
福岡県若松市長をつとめた石井良一は山崎家からの養子。曾孫には佐賀県武雄市長をつとめた石井義彦がいる。

## 家族
- 父：石井浄謙
- 母：不詳
- 妻：不詳
- 婿養子：石井良一 - 山崎又七の三男